# Gorinci
Gorinci – wieś w Chorwacji, w żupanii karlowackiej, w gminie Generalski Stol. W 2011 roku liczyła 91 mieszkańców.